# Jagdieschandre Jadnanansing
Jagdieschandre (Jagdies) Jadnanansing (1937 – 2014) was een Surinaams jurist en politicus.
Nadat Fred Manichand van de partij Actiegroep op 8 oktober 1968 was opgestapt als minister van Justitie en Politie werd Jadnanansing later dat jaar diens opvolger in het tweede kabinet-Pengel. Begin 1969 kwam dat kabinet ten val. De partijraad van Actiegroep wees Jadnanansing eind 1969 aan als kandidaat minister maar hij zou niet als zodanig benoemd worden.
Zijn ambtstermijn als minister van JusPol duurde uiteindelijk van 16 december 1968 t/m 5 maart 1969.